# Giovanni Marquet
Giovanni Marquet (falecido em 1499) foi um prelado católico romano que serviu como bispo de Patti (1494–1499).

## Biografia
Giovanni Marquet foi ordenado sacerdote na Ordem dos Pregadores. No dia 16 de junho de 1494, foi nomeado pelo Papa Alexandre VI como Bispo de Patti. Serviu como Bispo de Patti até à sua morte em 1499.